# Prefettura di Karafuto
La prefettura di Karafuto (樺太庁 Karafuto-Cho), comunemente chiamata Sud di Sachalin, è stata una divisione amministrativa giapponese dal 1905 al 1945, corrispondente al territorio meridionale dell'isola di Sachalin.
Dopo il trattato di Portsmouth del 1905, la porzione territoriale di Sachalin a sud del 50º parallelo N diventò una colonia del Giappone. Nel 1907 fu istituita la prefettura di Karafuto, con la sua capitale a Otomari (大泊, ora Korsakov) e successivamente a Toyohara (豊原, ora Južno-Sachalinsk). Con la sconfitta del Giappone nella seconda guerra mondiale, Karafuto fu occupata dalle truppe sovietiche nel 1945 e successivamente la sua amministrazione passò all'URSS, mentre quella giapponese cessò di funzionare. La prefettura di Karafuto fu formalmente abolita come entità giuridica il 1º giugno 1949. Dal 1951, la parte meridionale di Sachalin è stata annessa alla Russia.

## Nome
In giapponese il nome Karafuto (樺太) ha origine dall'espressione ainu Kamuy Kar Put Ya Mosir (カムィ·カㇻ·プッ·ヤ·モシㇼ), che significa "l'isola che un dio ha creato sulla foce (del fiume Amur)". Durante l'amministrazione giapponese della prefettura tuttavia, Karafuto di solito significava solamente "Sachalin meridionale".
In russo, con il nome Sachalin (Сахалин) o Saghalien si è passati a designare l'intera isola, mentre la parte meridionale è stata semplicemente chiamata Južnyj Sachalinsk (Южный Сахалин, "Sachalin meridionale").

## Storia

### Origini
A partire dal Periodo Edo quote di popolazione giapponese cominciarono a insediarsi sul territorio di Karafuto. Nel 1679 fu fondata la città di Otomari, e i cartografi del feudo di Matsumae mapparono l'isola, chiamandola "Kita-Ezo". Nel 1809, il cartografo ed esploratore giapponese Mamiya Rinzo stabilì - attraverso la scoperta dello Stretto dei Tartari  - che Sachalin è un'isola e la proclamò unilateralmente possesso giapponese per il fatto di essere parte integrante dell'arcipelago. Il governo giapponese fece sua questa affermazione nel 1845, senza ottenerne tuttavia la ratifica da parte dell'Impero russo.
Nel 1855, con il Trattato di Shimoda, fu stabilita un'amministrazione congiunta di Sachalin tra Russia e Giappone, senza che venisse fissato un preciso confine. Tra il 1860 e il 1870, data l'incertezza della frontiera, sorsero numerosi attriti tra i coloni giapponesi e quelli russi. Nel 1875, grazie al nuovo governo Meiji, fu stipulato il Trattato di San Pietroburgo tra Russia e Giappone, in cui il Giappone rinunciava al controllo su Sachalin in cambio della titolarità indiscussa delle isole Curili.

### Creazione e amministrazione della Prefettura
In seguito alla schiacciante vittoria riportata nella guerra russo-giapponese del 1904-1905, Sachalin fu interamente invasa dall'esercito imperiale nipponico, ma con il Trattato di Portsmouth, fu assegnata al Giappone solo la parte meridionale dell'isola al di sotto del 50º parallelo. La Russia mantenne la porzione settentrionale, a condizione che i giapponesi beneficiassero di diritti commerciali favorevoli, oltre che del diritto alla pesca e all'estrazione di minerali. La Prefettura di Karafuto venne ufficialmente istituita dall'Impero giapponese nel 1907.
Nel 1920, Karafuto fu ufficialmente considerato un territorio esterno all'area metropolitana del Giappone, soggetto a colonizzazione. La sua amministrazione fu trasferita al Ministero delle Colonie. Nello stesso periodo, a seguito della Rivoluzione russa, il Giappone ne approfittò per occupare la metà settentrionale dell'isola di Sachalin, evacuandola nel 1925, dopo l'istituzione di formali relazioni diplomatiche con l'Unione Sovietica.
Nel 1941, mentre il Giappone stava estendendo la sua influenza sull' Asia orientale e il Pacifico attraverso l'istituzione di una Sfera di co-prosperità della Grande Asia orientale, la Germania nazista propose al governo giapponese di partecipare all'Operazione Barbarossa iniziando con l'annessione della parte settentrionale dell'isola di Sachalin, prima di invadere l'Unione Sovietica dal lato della Siberia.
Nel 1943, la Prefettura di Karafuto fu resa un " territorio imperiale interno "(内地 Naichi).

### L'invasione sovietica
Nel mese di agosto del 1945, l'Unione Sovietica ripudiò il Patto nippo-sovietico di non aggressione e invase Karafuto. L'attacco sovietico iniziò l'11 agosto 1945, pochi giorni prima della resa del Giappone. A causa della forte resistenza opposta dall'esercito imperiale, l'Armata Rossa riuscì ad avanzare solo molto lentamente, pur avendo truppe con una superiorità numerica di tre a uno. Il 16 agosto i sovietici sfondarono la linea di difesa giapponese, continuando a combattere fino al 23 agosto, quando fu concordato un cessate il fuoco. I sovietici completarono la conquista di Karafuto il 25 agosto, occupando la capitale Toyohara.

### Dopo il 1945
Sul territorio della Prefettura di Karafuto vivevano oltre 400.000 persone alla fine della seconda guerra mondiale. La maggior parte erano di origine giapponese o coreana, oltre ad una piccola comunità di russi dell'Armata Bianca e ad alcune tribù indigene Ainu. Al momento del cessate il fuoco, circa 100.000 civili erano riusciti a fuggire sull'isola di Hokkaidō. Il governo militare sovietico, dopo l'invasione, vietò la stampa locale, confiscò le automobili e gli apparecchi radio e impose il coprifuoco. I dirigenti locali e i burocrati giapponesi, prima di essere deportati nei campi di lavoro nel Nord di Sachalin e in Siberia, furono obbligati ad aiutare le autorità comuniste nel processo di ricostruzione. Nelle scuole, i sovietici introdussero corsi di marxismo-leninismo, costringendo i bambini giapponesi a cantare canzoni in lode di Stalin.
Nel 1945, dopo la sconfitta del Giappone nella seconda guerra mondiale, l'amministrazione giapponese di Karafuto cessò di funzionare.
Gradualmente Karafuto perse la sua identità giapponese. Nel febbraio del 1946 fu creato l'Oblast' di Sachalin, e da marzo tutte le città, i villaggi e le strade furono rinominati con nomi russi. Sempre più coloni cominciarono ad arrivare dalla Russia continentale, e nell'ottobre del 1946 tutti i giapponesi rimanenti furono rimpatriati. Nel 1950, la maggior parte della popolazione giapponese di Karafuto fu trasferita a Hokkaidō, con la conseguente rinuncia a tutti gli averi detenuti sull'isola.
Il governo giapponese abolì formalmente la Prefettura di Karafuto come soggetto giuridico il 1º giugno 1949. Nel 1951, con il Trattato di San Francisco, il Giappone cedette i suoi diritti su Sachalin, ma non ne riconobbe formalmente la sovranità russa. Tra la Russia e il Giappone non è mai stato firmato un trattato di pace definitivo, e lo stato delle vicine isole Curili rimane controverso.